# روكميني

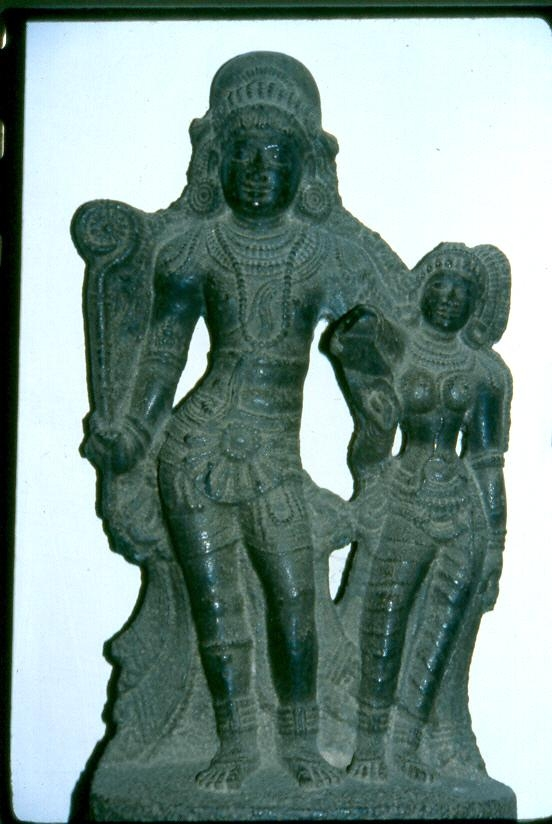
مدراس موس

روكميني (بالإنجليزية: Rukmini)‏ هي زوجة كريشنا الأولى وأول زوجة أحبها كريشنا بسبب حكمتها و توازنها وطيبتها وكان الناس يحبونها لمساعدتها لهم. بقي حب كريشنا اروكميني مستمراً إلى أن ظهرت رادها امامه وبسبب جمالها وطيبتها اسرت قلبه لدرجة أنه أحبها لدرجة الهيام وهي بادلته الشعور، رأت روكميني حبه لرادها فانتابتها الغيرة والشعور بالخيانة فحاولت عدة مرات قتل رادها وتفرقتهم لكن بعد تلك المحاولات بقي حب كريشنا ورادها مستمرا وأصبح يبتعد عن روكميني بسبب تغيرها وحقدها فايقنت روكميني أنها لن تكسب حبه من جديد لأنها خسرته وايقنت أن حبهما قوي وصادق وتركته لها بكل حب ومع ذلك بقيت متزوجة من كريشنا وبينهما الاحترام فاطلقت على رادها العاشقة المجنونة.